# 愛馬の日
愛馬の日(あいばのひ）は、1939年（昭和14年）から1945年（昭和20年）までは毎年4月7日に政府主導で国民的行事として行われた馬に関する行事。または、1968年（昭和43年）から毎年秋分の日に日本中央競馬会(JRA)主催で馬事公苑において行われている一般市民が馬と親しむ日。他に各地の乗馬クラブなどでもそれぞれ独自に愛馬の日を設けて、一般市民と馬の交流を図っている。

## 4月7日の愛馬の日
1945年までの日本では、馬は農業（農耕・運搬）、陸上運送、軍事（騎兵、大砲の曳馬、輜重馬）に重要な役割を果たしていたが、日露戦争で日本の馬の貧弱さが露呈し、1904年（明治37年）4月7日、明治天皇は顕官に馬匹の改良を命じた。この明治天皇の勅諚により馬政を統括する馬政局が設置され、馬匹の改良に向けた大規模な馬政30年計画が実施され、また明治天皇の勅諚は日本の競馬が現在の形になっていく一端にもなっている。
1931年（昭和6年）、帝国馬匹協会は毎年6月1日を愛馬の日にすることを提唱し、実施している。1938年（昭和13年）、帝国馬匹協会は他の団体にも参加を要請し、これに農林省・陸軍省が加わり、日を改め規模を国家的行事として行うことに決めた。
1939年（昭和14年）、政府は1904年（明治37年）4月7日の明治天皇の馬事勅諚を記念し、馬事振興の意識を高めるものとして4月7日を「愛馬の日」と定めた。
4月7日「愛馬の日」は行事としては馬政局の元で実務を担当する日本馬事会が主催となり、農林省、陸軍省、文部省、厚生省、情報局、大政翼賛会が後援。日本競馬会や日本獣医師会などが賛助して行われた。
行事としては、年ごとに内容は異なるもの全国で様々なイベントが行われている。
例としては陸軍の軍馬が各地で行進を行い、各国民学校では陸軍将校が軍馬講話を行う。1940年の愛馬の日では東京で軍馬1000頭が行進。1941年は軍馬1000頭による馬事大会。1943年には戦争で殊勲をあげた馬の表彰式。
当時、荷役馬3000頭以上を持っていた日本通運では営業拠点ごとに馬のパレードが行われ、東京、名古屋、大阪ではそれぞれ数百頭の荷役馬が動員されている。NHK一択だったラジオでは4月7日には馬に関する番組を多数放送。神田の共立講堂や新宿三越など多くの施設でも馬に関する催し物が執り行なわれる。全国7万の寺院では戦没馬の慰霊が行われ、全国各地ではポニーのレースが行われている。バスや電車には馬のポスターが貼られ、愛馬会の会員が道行く人に人参や茶殻を配っている。馬政局は全国の小学生から馬に関する標語を募集し、寄せられた標語の数は25000あまりに及んでいる。
愛馬の日の行事は日本国内ばかりではなく、当時日本の支配下にあった地でも行われ、朝鮮や満州、さらに第二次世界大戦で日本軍が占領したマニラでも行われている。
第二次大戦後には4月7日の「愛馬の日」は無くなったものの、1958年（昭和33年）4月7日には靖国神社に戦没馬慰霊像が献納され、1985年以降は毎年4月7日に戦没馬慰霊祭が執り行われている。
靖国神社での毎年4月7日の戦没馬慰霊祭は2012年からは国家に命をささげた馬・犬・鳩（軍用伝書鳩）を合わせて慰霊する「軍馬、軍犬、軍鳩合同慰霊祭」に移行し4月第一日曜日に行われるようになっている。

## 馬事公苑の愛馬の日
日本中央競馬会の馬事公苑では1968年(昭和43年)から秋分の日に『愛馬の日』を設ける。秋分の日に設定したのは日本の動物愛護週間にあわせたもの。この日には伝統馬事芸能や乗馬体験など様々なイベントが行われ、馬を身近に感じることが出来る。2010年から2016年までは併せてジョッキーベイビーズの関東地区予選が行われている。

## 様々な愛馬の日
また、各地の乗馬クラブなどではそれぞれに愛馬の日を設けるところもある。
また、かつてはJRA美浦トレーニングセンターでも4月上旬に「愛馬の日」イベントを行っており、現在も「愛馬の日」という名称ではないが同趣旨のイベントであるJRA美浦トレーニングセンター「馬に親しむ日」や　栗東トレーニングセンターのイベントなどが行われている。